# Helius numenius
Helius numenius är en tvåvingeart som beskrevs av Alexander 1967. Helius numenius ingår i släktet Helius och familjen småharkrankar. Inga underarter finns listade i Catalogue of Life.